# Takao Saito
Takao Saito (japonès: さいとう・たかを)  (Wakayama, 3 de novembre de 1936 - 24 de setembre de 2021) és un autor de còmic japonés, creador de la sèrie Golgo 13, la qual publicà de manera ininterrompuda de 1969 fins a la seua mort.

## Biografia
Aficionat a la boxa de jove, Saito treballava a la barberia familiar i debutà com a mangaka l'any 1955 amb l'obra Baron Air, l'èxit de la qual feu que es mudara a Tòquio i es fera amic de Yoshihiro Tatsumi, amb el qual cocreà el còmic detectivesc Kage («ombra»), un precedent del subgènere manga de temàtica adulta que donaria lloc al nom del seu primer estudi professional, Gekiga:
en 1958 havia format equip amb Masahiko Matsumoto, Aki Masa Sato, Fumi Ishikawa Yasu, Masaru Sakurai, Susumu Mon, Tsu Motomi i Qi Mahi, abans de fundar el Saito Production, el 1960, amb vint empleats, que produïa unes sis-centes planxes mensuals; en la dècada de 1970 donà classes de dibuix i es casà amb l'autora Setsuko Yamada.
Quan començà a publicar Golgo 13, Saito pensava que el personatge donaria per a deu episodis i prou, però la demanda dels lectors el feu continuar i aplegà a passar seixanta hores seguides treballant per a complir les dates d'entrega; el 2015, amb cent setanta-huit volums recopilatoris publicats, Saito encara temia que els seus lectors perderen l'interés en la sèrie, encara que no pensava a retirar-se. La seua addicció al tabac li impedix fer ús de l'avió.
A final del 2017, Saito anuncià l'establiment d'uns premis amb el seu nom en tres categories —al guió, al dibuix i a l'edició— per a nous gekiga publicats entre l'1 de setembre del 2014 i el 31 d'agost del 2017.
El 2018, per a commemorar els cinquanta anys de la publicació de Golgo 13, el museu de Kawasaki programà una exposició antològica amb planxes originals i sengles reproduccions d'armes: una pertanyent a Saito i l'altra, l'ArmaLite M16, la preferida pel personatge.

## Obra
A banda de Golgo 13 Saito ha publicat altres sèries com Breakdown o Survival, ambdós publicades en castellà per Dolmen i Ponent Món: esta última, subtitulada Japón en ruinas, és el relat del supervivent d'un cataclisme que ha assolat els Japons.
en Kage Gari (coneguda en anglés com Shadow Hunters), tres samurais defenen els shoguns de l'amenaça dels ninges gubernamentals.